# Wilhelm Konrad Hermann Müller
Wilhelm Konrad Hermann Müller, född den 27 maj 1812 i Holzminden, död den 4 januari 1890 i Göttingen, var en tysk germanist. 
Müller blev 1845 extra ordinarie professor i tyska språket och litteraturen i Göttingen samt fick 1856 en ordinarie professur. Som lärare i germanistik utvecklade han en betydande och erkänd verksamhet. Han utgav exempelvis Geschichte und System der altdeutschen Religion (1844), Niedersächsische Sagen und Märchen, tillsammans med Georg Schambach (1855), Mythologie der deutschen Heldensage (1886), samt Zur Mythologie der griechischen und deutschen Heldensage (1889). Tillsammans med Friedrich Zarncke använde han Georg Friedrich Beneckes förarbeten till Mittelhochdeutsche Wörterbuch (4 band, 1854—67).